# Calcasieu megye
Calcasieu megye az Amerikai Egyesült Államokban, azon belül Louisiana államban található. Megyeszékhelye és legnagyobb városa Lake Charles. Lakosainak száma 216 785 fő (2020. április 1.). Calcasieu megye Beauregard, Jefferson Davis, Cameron, Newton és Orange megyékkel határos.

## Népesség
A megye népességének változása:
| Lakosok száma | 193 250 | 193 691 | 194 323 | 195 296 | 198 788 | 216 785 |
|               | 2010    | 2011    | 2012    | 2013    | 2015    | 2020    |